# Bodominjärvi
Der See Bodominjärvi (finnisch [ˈbuːduminjærvi]) oder Bodom träsk  (schwedisch [ˈbuːdɔm trɛsk]) liegt in der zweisprachigen Stadt Espoo (schwedisch Esbo) in der Region Helsinki in Finnland.
Der See ist ungefähr drei Kilometer lang und einen Kilometer breit.  Er ist von fünf Stadtteilen Espoos umgeben: Kunnarla im Westen, Röylä im Norden, Bodom im Nordosten, Högnäs im Südosten und Karhusuo im Südwesten.

## Name
Der schwedische Name Bodom – sprachhistorisch Dativ Plural von boda „Bude, Schuppen“ – geht zurück auf den Stadtteil Bodom, ursprünglich ein Landbesitz mit Viehweiden am Seeufer. Der zweite Namensbestandteil träsk bedeutet „See“. Der finnische Name des Sees wurde aus dem Schwedischen abgeleitet: die Endung -in markiert Genitiv und järvi bedeutet „See“ (also wörtlich „See von Bodom“).

## Mord am Bodomsee
Der See wurde 1960 über Finnland hinaus bekannt, als am 5. Juni drei von vier am See zeltenden Jugendlichen ermordet wurden. Nach Angaben des überlebenden Jugendlichen, der schwer verletzt wurde, waren die vier von einem Mann überfallen worden. Der Täter wurde nicht ermittelt. Nach Auswertung alter DNA-Spuren wurde der seinerzeitige Überlebende im Jahr 2005 des dreifachen Mordes angeklagt, jedoch freigesprochen.

### Rezeption
Die Metal-Band Children of Bodom benannte sich 1997 nach dem Mordfall. Um der Opfer zu gedenken, widmeten sie ihnen je ein Lied in ihren ersten sechs Alben.
2016 erschien der Horrorfilm Lake Bodom, der von dem Fall inspiriert ist.